# Matt Hemingway
Matt Hemingway (* 24. října 1972, San Pedro) je bývalý americký atlet, který získal na letních olympijských hrách v Athénách 2004 stříbrnou medaili ve skoku do výšky.
V roce 2003 skončil na mistrovství světa v atletice v Paříži na dvanáctém místě (225 cm). O rok později vybojoval výkonem 234 cm v Athénách stříbrnou olympijskou medaili, když ve finále nestačil jen na Švéda Stefana Holma. Bronz tehdy získal Jaroslav Bába. Na světovém šampionátu v Helsinkách v roce 2005 se umístil na jedenáctém místě.